# الحرب الأهلية في حضارة الإنكا
اندلعت الحرب الأهلية لدى حضارة الإنكا، وتُعرف أيضًا باسم حرب الإنكا السلالية، أو حرب خلافة الإنكا، وتُسمى أحيانًا بحرب الأخوين، بين الأخوين واسكار وأتاوالبا، ابني واينا كاباك، حول خلافة عرش إمبراطورية الإنكا. تلت الحرب وفاة واينا كاباك عام 1527، على الرغم من أنها لم تندلع حتى عام 1529، واستمرت حتى عام 1532. بدأ واسكار الحرب لاعتباره أنه الوريث الشرعي لكل ممالك الإنكا. بغض النظر عن شرعية ذلك، أثبت أتاوالبا تفوقه على أخيه في مجال الحروب والجيوش القوية في كوسكو، التي وضعها والده في الجزء الشمالي من الإمبراطورية خلال الحملة العسكرية. تتفاوت التفاصيل الدقيقة للحكاية وفقًا للمصدر.

## أسباب انقسام الإمبراطورية
منذ عام 1524 وحتى 1526، استكشف الإسبان أمريكا الجنوبية بقيادة فرانثيسكو بيثارو. تراوحت أعدادهم بين 62 فارسًا و106 راجلًا. انتقل مرض الجدري إلى القارة، مسببًا كارثة لشعب الإنكا. سافر الإنكا العظيم، واينا كاباك، إلى الشمال ليتحقق من أمر الغرباء. على الرغم من أنه لم يلتقي أيًا من الإسبان، أُصيب بالجدري وتوفي عام 1527. توفي ابنه الكبير ووريثه، نينان كيوتشي، بعد فترة وجيزة. بالتالي، أصبحت هوية ملك الإنكا التالي غير مؤكدة. لم تكن هناك قوانين واضحة للخلافة. وقع الخيار على أحد ابني واينا كاباك غير الشقيقين، واسكا أو أتاوالبا.
كان واينا كاباك ملكًا قبل اندلاع الحرب السلالية، أفضت وفاته ووفاة ابنه (يرجح أنه مات بسبب إصابته بالجدري) إلى حالة عدم تعيين ملك محدد.
نصّب واينا كاباك واسكار ملكًا، وأيده أعيان كوسكو، والسلطات الدينية والسياسية وشخصيات مهمة أخرى. كان أكبر رجال «الإنكا» صافيي العرق، لأن والداه واينا كاباك وتشينشا أكلو كانا أخوين. كان واسكار مضطرب المزاج، وشكاكًا، ولا يحترم القوانين والأعراف.
لم تكن أم أتاوالبا تنتمي إلى الأسرة الملكية (على الرغم من أنها مولودة في عائلة شيري الملكية)، وكانت ابنة كاتشا شيري دوتشيسيلا، القائد السابق ضد غزو الإنكا للشمال. كان محبوبًا جدًا في الشمال، لكونه طيب الخلق ويتميز بكرامة ملكية. يُزعم أنه كان يتمتع بحكمة محنكة منذ سن صغيرة.
اعتبر أعيان القوم أن أتاوالبا طفل غير شرعي، وشعر واسكار أن من المهين أخذ «ابن الزنا» بالحسبان لتولي منصب الإنكا العظيم.
نُصّب واسكار ملكًا في النهاية، لكنه اعتقد ألا يجب أن يتملك أتاوالبا أية أراضٍ إضافية، وأن عليه أن يفرض طاعته له.

## الخسائر
يُعتبر عدد القتلى والأموات من شعب الإنكا نتيجة الحرب الأهلية غير معروف. يُقدر عدد سكان إمبراطورية الإنكا قبل الوباء (على الأرجح بسبب المرض الأوروبي) وقبل الغزو الإسباني بنحو 6 إلى 14 مليون شخص.
نصب الإسبان في إحدى المعارك التي خاضوها في منطقة كاجاماركا كمينًا للمحاربين الأنديين، وقتلوا منهم 1500 جنديًا دون تكبد أية خسائر. لم تُسجل أرقام وفيات كبيرة بين صفوف الإنكا أو الإسبان في أية معركة أخرى. سبّب المرض الأوروبي والإسباني عددًا كبيرًا من الوفيات بين السكان الأصليين في أمريكا اللاتينية. كان الجدري أول وباء مسجل في شهر ديسمبر من عام 1518. في رحلة كولومبوس الثانية، يُعتقد أن انتشار الإنفلونزا أدى إلى مقتل أعداد كبيرة، من بينهم إسبانيين. «من بين 1500 رجل أبحروا من مدينة كاديز في شهر سبتمبر من عام 1493، بالكاد بقي منهم 200 رجلًا على قيد الحياة بعد عقد من الزمن».